# Ленточница неверная
Ленточница неверная, или орденская лента неверная (лат. Catocala adultera), — ночная бабочка из семейства Erebidae.

## Описание
Длина переднего крыла 29—35 мм. Размах крыльев 65—75 мм. Передние крылья на верхней стороне светло-серые с буроватым оттенком и рисунком из контрастных тёмных полос и линий. Зубчатые линии с чёрной оторочкой. Задние крылья розово-красные с чёрной изогнутой срединной перевязью и более широкой чёрной краевой. Краевая кайма светлая, широкая. Грудь и брюшко серого цвета.

## Ареал
Северная Палеарктика: Северная Европа, Беларусь, Урал, Южная Сибирь, Дальний Восток России, Казахстан, Монголия, Корея. На территории европейской части России обитает от Карелии на севере до Татарстана на юге, в Башкортостане. Во многих южных частях ареала встречается локально и редко.
5 октября 2018 года впервые замечена бабочка "орденская лента неверная" на территории Кроноцкого заповедника на Камчатке. Насекомое, в чей ареал ранее не входила Камчатка, теперь занесено в новое издание Красной книги региона

## Биология
Встречается в лиственных и смешанных лесах. Развивается в одном поколении за год. Время лёта с середины июля до середины сентября. Бабочки активны в ночное время суток. Днём прячутся в дуплах или на коре деревьев. Часто привлекаются на искусственные источники света. Зимуют яйца. Гусеницы развиваются с конца июня до начала июля. Кормовые растения — осина.